# Odell Brown
Odell Elliott Brown Jr. (* 2. Februar 1940 in Louisville (Kentucky); † 3. Mai 2011 in Richfield (Minnesota)) war ein US-amerikanischer Organist, E-Pianist, Arrangeur und Songwriter im Bereich des Soul Jazz und des Rhythm and Blues.

## Leben und Wirken
Odell Brown, der vor allem durch seine Zusammenarbeit mit Marvin Gaye bekannt wurde, mit dem er Hits wie das 1982 mit einem Grammy ausgezeichnete Lied Sexual Healing schrieb, begann seine Karriere als Pianist in seiner Heimatstadt Louisville. Er zog dann nach Chicago und gründete 1961 in Nashville seine Jazzformation Odell Brown & the Organizers, mit der er  1966 den Billboards Best New Group Award gewann. Sein erfolgreichstes Album war 1967 Mellow Yellow, das #173 der Billboard 200 erreichte. In den 1970er- und 1980er-Jahren nahm er für Chess Records auf und arbeitete als Musiker und Arrangeur mit Künstlern wie Gaye, Johnny Nash, Curtis Mayfield und Minnie Riperton.

## Diskographie
Als Leader
- Raising the Roof (Cadet Records, 1966)
- Mellow Yellow (Cadet, 1967)
- Ducky (Cadet, 1967)
- Odell Brown Plays Otis Redding (Cadet, 1969)
- Free Delivery (Cadet, 1970)
- Odell Brown (Paula Records, 1974)

Als Sideman
- Sonny Stitt-Bunky Green Soul in the night (Cadet, 1966)
- Dorothy Ashby: Dorothy’s Harp (Cadet, 1969)
- Eddie Harris: The Reason Why I’m Talking S**t ! (Atlantic, 1975)
- Marvin Gaye: Live (Tamla, 1976)